# City of Ember – Flucht aus der Dunkelheit
City of Ember – Flucht aus der Dunkelheit ist ein dystopischer Science-Fiction/Fantasyfilm des Regisseurs Gil Kenan aus dem Jahr 2008. Das Drehbuch zum Film schrieb Caroline Thompson.

## Handlung
In einem düsteren Zukunftsszenario wird zum Schutz der Menschheit eine unterirdische Stadt namens Ember errichtet, in der die Menschen generationenlang hermetisch abgeriegelt Schutz und Zuflucht finden. Die Erbauer der Stadt planen, die Eingeschlossenen für exakt 200 Jahre zu isolieren. Gleichzeitig hinterlassen sie dem Bürgermeister eine Metallschatulle mit Anweisungen für eine zukünftige Rückkehr auf die Oberfläche, welche jedoch im Laufe der Zeit in Vergessenheit gerät. Außerdem geht auch ein beträchtlicher Teil an Kenntnissen und Fertigkeiten für immer verloren.
Nach Ablauf der 200 Jahre leidet Ember unter Nahrungsknappheiten und Stromausfällen. Letztere werden durch einen maroden, mit Wasserkraft angetriebenen Generator verursacht, und es kommt zu immer länger anhaltenden Aussetzern in der Beleuchtung. Die beiden 12-jährigen Hauptfiguren, die Waise Lina und der Erfindersohn Doon, erhalten nach Abschluss ihrer Schulzeit im Rahmen einer feierlichen Zeremonie zugewiesene Arbeitsplätze. Doon, der sich sehr für den Generator interessiert, bekommt ursprünglich den Beruf des Boten zugewiesen, tauscht diesen jedoch mit Lina gegen den des Rohrarbeiters in der Hoffnung, in der Nähe des Generators arbeiten zu können.
Eines Tages entdeckt Lina die Metallschatulle, welche sich im Besitz ihrer senilen Großmutter befindet. Das darin enthaltene Dokument weckt sogleich ihre Neugier. Fortan versuchen Lina und Doon gemeinsam das Schriftstück, das nur in Fragmenten vorliegt, zu enträtseln. Gleichzeitig spitzt sich die Lage in der Stadt nach weiteren Störungen des Generators zu. Der korrupte Bürgermeister Cole unternimmt nichts, um den bevorstehenden Untergang Embers aufzuhalten, und verfolgt stattdessen eigene Interessen, indem er in einem versteckten Raum große Mengen an Lebensmitteln für sich selbst hortet. Als er bei Lina die Metallschatulle entdeckt und diese in seinen Besitz bringen will, kann Lina aufgrund eines erneuten Stromausfalls fliehen. Daraufhin lässt Cole nach Lina und Doon fahnden.
Doon, Lina und deren kleine Schwester Poppy verstecken sich vor ihren Verfolgern. Dann folgen sie den Instruktionen der einstigen Baumeister, die sie mühselig enträtseln können. Die drei gelangen schließlich durch einen unterirdischen Fluss unverletzt an die Erdoberfläche, wo sie später ihren ersten Sonnenaufgang erleben. In dieser Situation entdecken sie durch einen Spalt in der Erde tief unter der Erdoberfläche die Lichter Embers. Lina und Doon lassen ihren Mitbürgern eine Nachricht zukommen, die von Doons Vater Loris gefunden wird.

## Hintergrund
Die Inszenierung ist das Realfilm-Debüt Kenans und basiert auf dem 2003 erschienenen gleichnamigen Jugendroman von Jeanne DuPrau, welcher in Deutschland unter dem Titel Lauf gegen die Dunkelheit erschien. Die literarische Vorlage ist der erste Teil einer bislang vierteiligen Buchreihe, die 2004 mit The People of Sparks und 2008 mit The Diamond of Darkhold fortgesetzt wurde, während der dritte Teil der Buchserie, The Prophet of Yonwood (2006), ein Prequel zum Erstlingswerk darstellt. Das Geschichtskonzept weist Ähnlichkeiten zu der 1909 erschienenen Kurzgeschichte The Machine Stops („Die Maschine versagt“) von E. M. Forster auf.

## Kritik
„Liebevoll ausgestatteter Fantasy-Film im Retro-Look mit viel Gespür für Raumpoetik und einer großen erzählerischen Sorgfalt bei der Charakterisierung der Figuren. Die Freude am Setdesign geht allerdings auf Kosten der dramaturgischen Entwicklung, die die Reise ans Licht eher stiefmütterlich behandelt.“

„‚City of Ember‘ ist ein überdurchschnittlich unterhaltsamer Abenteuer-Film mit einer spannenden Prämisse, dessen Figuren- und Story-Entwicklung leider unter der kurzen Laufzeit leidet. Kenan inszeniert zwar nicht so flott wie mancher Genre-Kollege, dafür punktet seine herausfordernde Kinderbuch-Adaption über ihr dystopisches Setting mit wesentlich mehr Tiefgang.“

## Veröffentlichung
In Deutschland erschien der Film am 26. März 2010 auf DVD und Blu-ray Disc.

## Auszeichnungen
Satellite Awards 2008
- Nominierung in der Kategorie Bestes Szenenbild für Jon Billington und Martin Laing
- Nominierung in der Kategorie Bestes Kostümdesign für Ruth Myers